# SMS Goeben
Az SMS Goeben a Német Császári Haditengerészet Moltke-osztályú csatacirkálója, korabeli német megjelöléssel nagycirkálója (Großer Kreuzer) volt. Nevét a Francia-német háború egyik sikeres német tábornagya, August Karl von Goeben után kapta. Testvérhajójával, a Moltkéval az első német csatacirkáló, a von der Tann nagyobb méretű változatai voltak, erősebb páncélozottsággal és egy további két ágyús lövegtoronnyal felszerelve. Az új német csatacirkálók jelentősen erősebb páncélzatúak voltak a velük egyidőben épült brit Indefatigable-osztály egységeinél.
A Goeben 1912-es hadrendbe állítása után a Breslau könnyűcirkálóval együtt a Földközi-tengeri Divíziót alkotva teljesített szolgálatot és Isztambul volt a támaszpontja. Az első világháború kitörése az Adriai-tengeren érte, ahonnan előbb az észak-afrikai francia kikötőt, Philippeville-t lőtte, majd az üldözésére küldött brit kötelékeket lerázva Isztambulba, a még semleges Törökországba hajózott, ahol pár nap múlva átadták törököknek. Yavuz Sultan Selim (röviden: Yavuz) néven az oszmán flotta zászlóshajója lett, megtartva német legénységének nagy részét. 1914 novemberében több fekete-tengeri orosz kikötőt lövetett, amivel kiprovokálta az antant hatalmak hadüzenetét. Elsősorban az orosz flotta ellen harcolt a Fekete-tengeren, de jelen volt a Dardanellák ostrománál is. 1918 januárjában kihajózott a Dardanellák elé és az imbroszi csatában megsemmisített két brit monitort, de egy újabb brit támaszpont megtámadásához továbbhajózva három aknára is ráfutott és súlyosan megsérült. Emiatt a háborúban jelentős szerepet már nem tudott játszani. A sèvres-i békeszerződés értelmében Törökországnak át kellett volna adnia a hajót Nagy-Britanniának, de a lausanne-i békeszerződés alapján már megtarthatta.
A hajó nevét előbb 1930-ban Yavuz Selimre, majd 1936-ban TCG Yavuzra  rövidítették, amit 1954-ig viselt. 1938-ban a fedélzetén szállították át Kemál Atatürk holttestét Isztambulból İzmitbe. Egészen 1950-ig a török flotta zászlóshajója maradt. Az 1960-as évek elejéig tartották hadrendben, így fél évszázadot töltött aktív szolgálatban. A kiöregedett hadihajót a török kormányzat több alkalommal megpróbálta értékesíteni, felkínálta Németországnak is eladásra, hogy múzeumhajóként állíthassák ki, de a német fél ettől elzárkózott. A hadihajót így 1973-1976 között lebontották. A Goeben volt a Császári Haditengerészet egykori hajói közül a legtovább megmaradó egység és a leghosszabb ideig szolgáló dreadnought-típusú hadihajó.

## Tervezése és építése
1907-ben a német haditengerészeti minisztérium (Reichsmarineamt) fontolóra vette, milyen új típusú nagycirkáló (csatacirkáló) megépítésének lásson hozzá a következő évben. A megnövelt költségvetés felvetette annak lehetőségét, hogy a nehéztüzérség lövegeinek kaliberét növelik 28 cm-ről 30,5 cm-re, de Alfred von Tirpitz tengernagy, a haditengerészeti miniszter ellenezte ezt a változtatást és inkább a tüzérség egy újabb lövegtoronnyal való megerősítését javasolta. A tervezői részleg Tirpitz javaslatát támogatta és az 1908-as és 1909-es évre ennek alapján két egység megépítését engedélyezték, melyek a Moltke és a Goeben lettek.

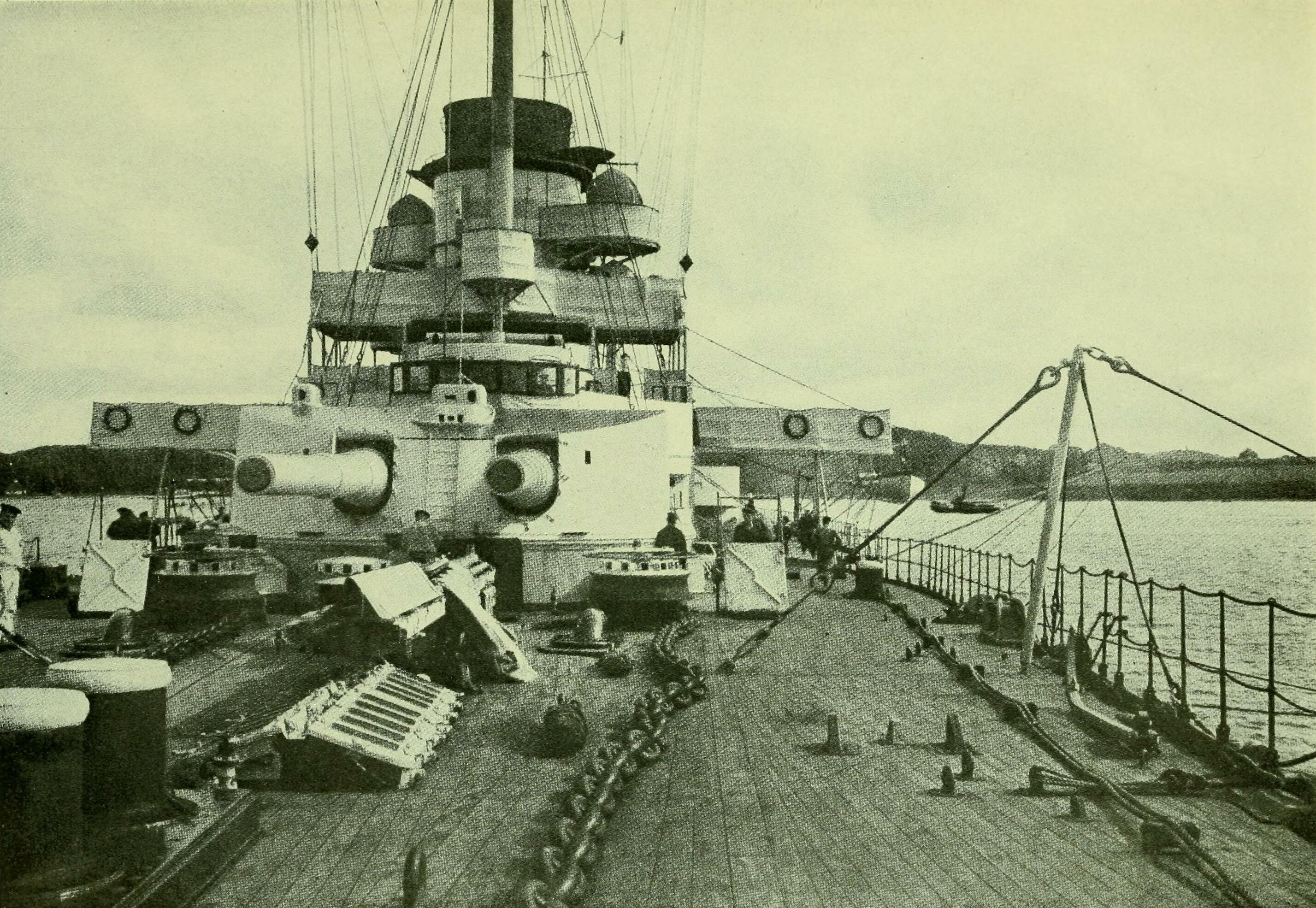
A Goeben elülső lövegtornya

A Goeben hossza 186,6 m, szélessége 29,4 m, merülése teljes megterheléssel 9,19 m volt. Normál vízkiszorítása 22 979 t, teljes terheléssel 25 400 t volt. Két pár, Parsons-féle gőzturbinákkal forgatott hajócsavar hajtotta, amelyeknek 24 széntüzelésű Schulz-Thornycroft-féle kazán szolgáltatta a gőzt. Tervezett teljesítménye elérte az 52 000 lóerőt (38 246 kW), csúcssebessége a 25,5 csomót (47,2 km/h), de ezeket az adatokat a próbajáratai során jelentős mértékben felülmúlta. 14 csomós (26 km/h) menetsebességgel hatótávolsága 4120 tmf (7630 km) volt. Fedélzetén 1053 fő teljesített szolgálatot, köztük 43 tiszt.
Fő fegyverzetét a kettesével lövegtornyokba épített 10 db 28 cm-es űrméretű, 50-es kaliberhosszúságú gyorstüzelő ágyú (28 cm SK L/50) ágyú alkotta, melyeket öt lövegtoronyban helyeztek el. Ezek közül egyet az elülső felépítmény előtt, két szárnytornyot átlósan elhelyezve a hajó közepén, további kettőt pedig a hátsó felépítmény mögött, lépcsőzetesen helyeztek el.
Másodlagos fegyverzete a hajó két oldalának középső részén, külön kazamatákban elhelyezett 12 db 15 cm-es űrméretű SK L/45 ágyúból állt. Ezt kiegészítette még a torpedónaszádok elleni védelem céljából 12 db külön lövegtalpakra telepített 8,8 cm-es SK L/45 ágyú, melyek az orrban, a taton és az elülső parancsnoki torony körül kaptak helyet. Ezenkívül még 4 db vízvonal alatt elhelyezett 50 cm-es torpedóvető csővel is rendelkezett, eggyel-eggyel a hajó orrában, farában és a két oldalán.
A páncélzata Krupp cementált acélból készült. Az övpáncél 280 mm vastag volt a lőszerraktárak és a hajtóművek mentén, majd a hajóorr és a tat irányába 76 mm vastagságúra csökkent. A fedélzet páncélvastagsága 25–76 mm közötti volt és a hajó két oldalán megdöntötten csatlakozott az övpáncél alsó részéhez. A lövegtornyok homlokpáncélja 230 mm vastag volt. Ugyanilyen vastagságú volt a barbettájuk is.

## Szolgálata

### A világháború előtt

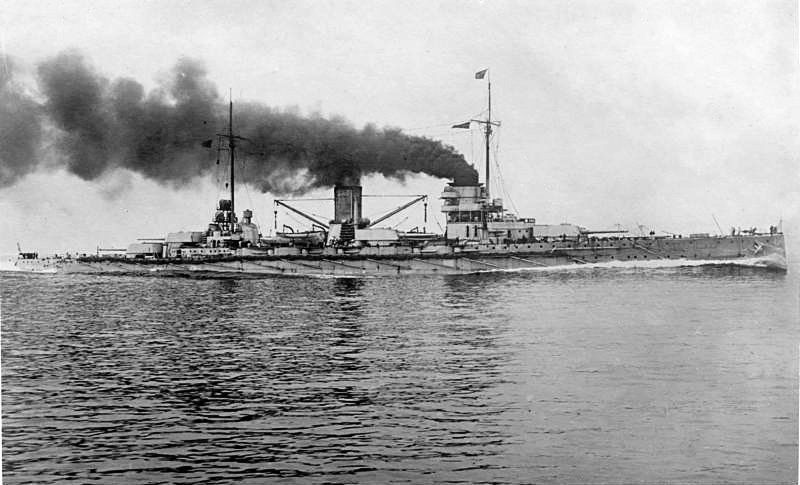
A Goeben teljes sebességgel haladva

A Császári Haditengerészet, a (Kaiserliche Marine) a Goebent harmadik csatacirkálójaként 1909. április 8-án rendelte meg "H" átmeneti megjelöléssel a hamburgi Blohm & Voss hajógyártól, ahol a 201-es építési számot kapta. Gerincét az év augusztus 19-én fektették le és az elkészül hajótestet 1911. március 28-án bocsátották vízre. Az ezt követő felszerelése végeztével 1912. július 2-án adták át a haditengerészetnek.
Az első Balkán-háború 1912 októberi kitörésekor a német vezérkar úgy ítélte meg, hogy szükség van egy Földközi-tengeri Divízió (Mittelmeer-Division) felállítására a német érdekek megvédésére a Mediterráneumban. Ennek megfelelően a Goebent és a Breslau könnyűcirkálót (kiscirkálót) Isztambulba küldte. A két hajó 1912. november 4-én hagyta el Kielt és november 15-én érkezett meg a török fővárosba. 1913 áprilisától kezdődően tett körútjai során számos várost felkeresett, köztük Velencét, Pólát, Nápolyt mielőtt az albán vizekre indult. Ezen útja után visszatért Pólába, ahol augusztus 21. és október 16. között karbantartási munkálatokat végeztek rajta.
1913. június 29-én kitört a második Balkán-háború, ami miatt a divíziót a háborús térségbe irányították. 1913. október 23-án Wilhelm Souchon ellentengernagy vette át a parancsnokságot a hajóraj felett. A Goeben és a Breslau folytatta cirkálóútjait és mintegy 80 kikötőt keresett fel az első világháború kitöréséig. A meglepően gyorsan elhasználódott fűtővezetékei miatt tervbe vették a testvérhajójával, a Moltkéval való leváltását, de a szarajevói merénylet, majd az ezt követő nagyhatalmak közötti feszültség a lecserélését lehetetlenné tette. A gyilkosság után Souchon úgy értékelte a helyzetet, hogy hamarosan háború fog kitörni a központi hatalmak és az antant között, ami miatt hajóját Pólába vitte kijavíttatni. Németországból érkeztek szakemberek a munkálatok elvégzésére. A Goeben 4460 csővezetékét cserélték le, majd a feladat elvégzése után a Goeben Messina felé vette az irányt. A Durazzónál lévő Breslau Calabria partjainál csatlakozott hozzá ismét.

### Első világháború

#### AGoebenés aBreslauüldözése

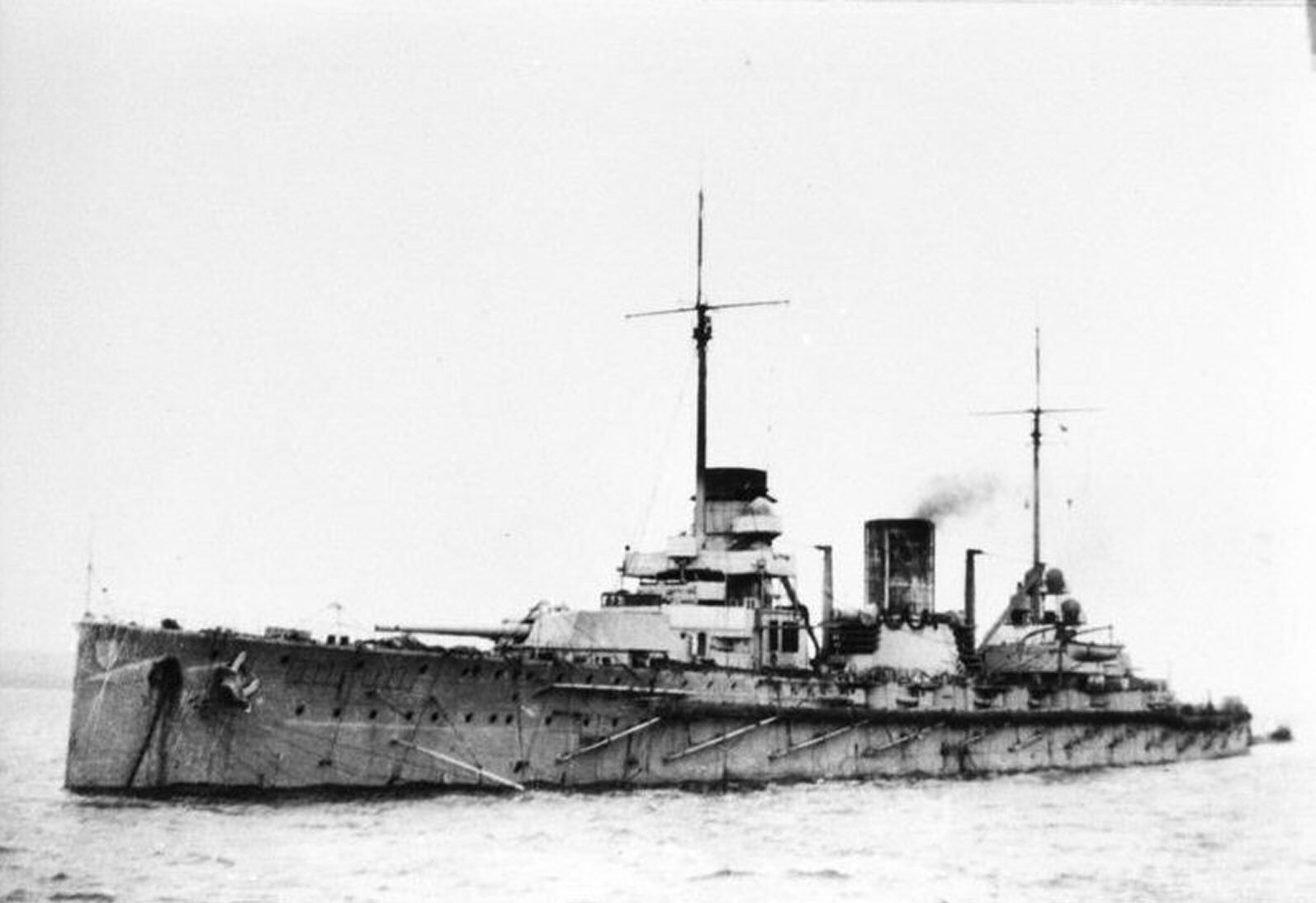
A Goeben kikötőben (ismeretlen időpont)

Vilmos német császár rendelése szerint a Goebennek és a Breslaunak háború kitörése esetén vagy a Földközi-tenger nyugati részén kellett végrehajtania akciókat a francia gyarmati csapatok Afrikából Európába való átszállításának akadályozására, vagy az Atlanti-óceánra áttörve haza kellett térnie Németországba – attól függően, hogy a divízió vezetője miként ítéli meg a helyzetét. 1914. augusztus 3-án a két hajó Algéria partjai felé tartott, mikor Souchon értesült a Franciaországnak küldött hadüzenetről. Pár órával ezután a Goeben Philippeville kikötői létesítményeit lövette mintegy 10 percig, míg a Breslau az innen keletebbre lévő Bône, az ókori Hippo helyén lévő település kikötőjét lőtte a császár előzetes utasításainak megfelelően. Tirpitz és Hugo von Pohl ezt követően titkos parancsot küldött Souchonnak, miszerint Konstantinápolyba kellett hajóznia. Ez ellenkezett a császár utasításaival és az uralkodó tudta nélkül adták ki.
Mivel a Goeben nem érhette el Konstantinápolyt szénvételezés nélkül, Souchon visszatért Messinába. Útközben találkoztak az Indefatigable és az Indomitable brit csatacirkálókkal, de mivel a két ország ekkor még nem állt hadban egymással, egyik fél sem nyitott tüzet. A britek azonban miután elhaladtak a németek mellett, megfordultak, és a nyomukba szegődtek. A német hajók gyorsabbnak bizonyultak és augusztus 5-én zavartalanul kikötöttek Messinában. Az itteni szénvételezés akadályokba ütközött, mivel Olaszország augusztus 2-án deklarálta semlegességét. A nemzetközi törvények alapján a német hajók hadviselő államhoz tartozókként csak 24 órát tölthettek a semleges kikötőben, de a németekkel szimpatizáló helyi hatóságok 36 órát engedélyeztek és ez idő alatt az itt lévő német kereskedelmi hajókról vehettek át szenet. A hosszabb tartózkodási idő ellenére sem sikerült a Goeben szénraktárait kellő mértékben feltölteni ahhoz, hogy el tudjon hajózni Konstantinápolyig, ezért Souchon egy újabb szénszállítót rendelt az Égei-tengerre. A francia flotta a Földközi-tenger nyugati részén maradt, mivel Lapeyrère tengernagy, az itteni erők főparancsnoka meg volt győződve arról, hogy a németek vagy megpróbálnak kijutni az Atlanti-óceánra, vagy csatlakoznak a Császári és Királyi Haditengerészethez az Adrián.

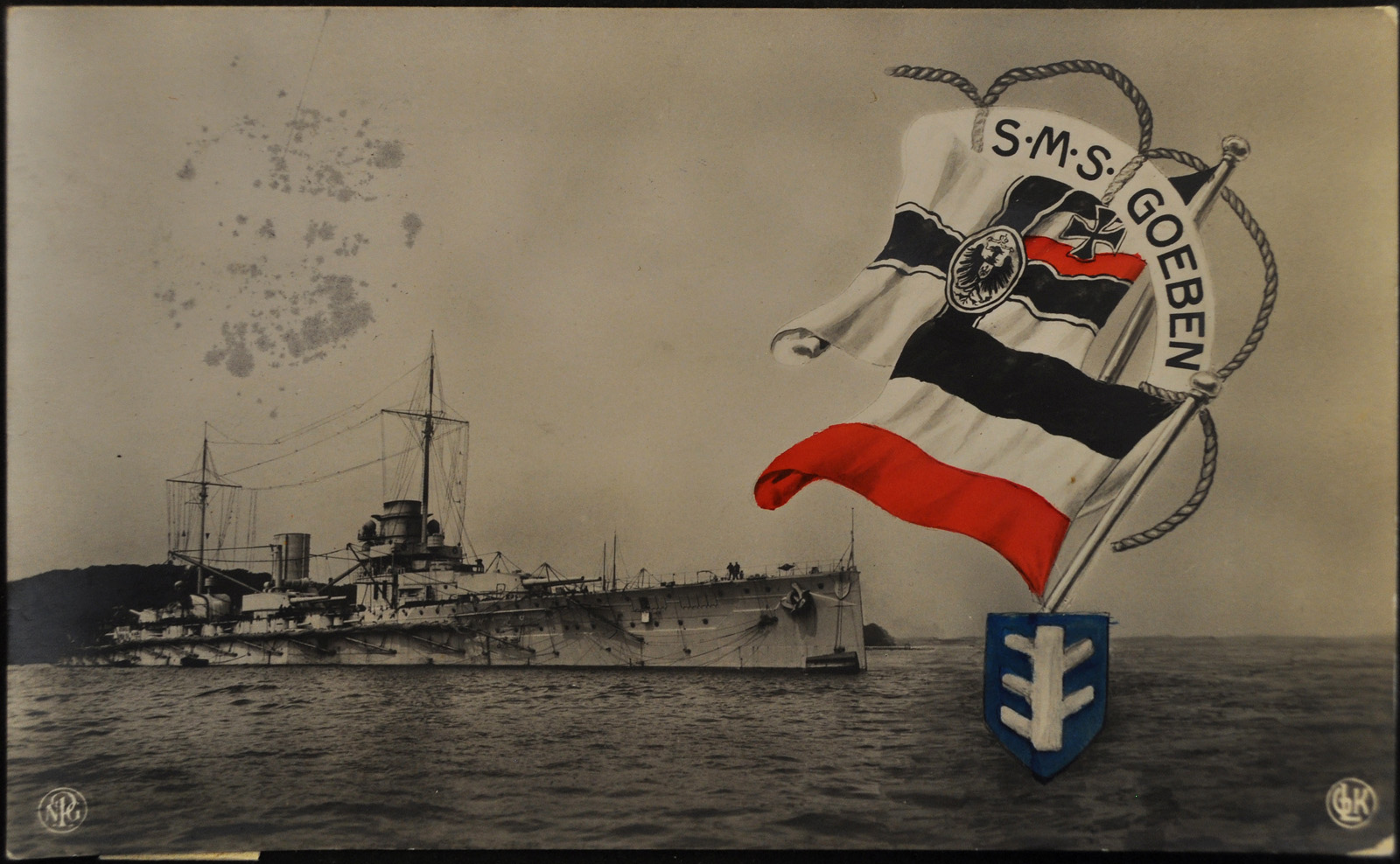
Háború előtti képeslap a Goebennel

Souchon a két hajójával augusztus 6-án hagyta el Messinát és a Messinai-szoros déli kijáratán a Jón-tenger felé távozott. A két korábbi brit csatacirkáló 100 tengeri mérföldre (185 km) volt ekkor tőle, míg egy harmadik, az Inflexible épp szenet vételezett a tunéziai Bizertában. A Souchon útját elállni képes egyetlen brit egység ekkor Ernest Troubridge ellentengernagy 1. cirkálóraja volt, mely négy páncélos cirkálóval rendelkezett (Defence, Black Prince, Duke of Edinburgh, Warrior).  A németek megtévesztésül először az Adriai-tenger felé haladtak, ami félrevezette Troubridge-et és ide tartott ő is, hogy elvághassa Souchon útját. Miután rájött, hogy a németek valójában nem ide tartanak, Troubridge irányt változtatott és utasította a Dublin könnyűcirkálót és két rombolót, hogy intézzenek torpedótámadást a német hajók ellen. A Breslau őrszemei észlelték a hajókat a sötétben és a Goebennel sikerült észrevétlenül kitérniük a támadók elől. Troubridge augusztus 7-én felhagyott az üldözéssel, mivel meg volt győződve afelől, hogy a páncélos cirkálóival esélytelenül venné fel a harcot a náluk jóval erősebb Goebennel. Souchon így zavartalanul folytathatta útját Konstantinápoly felé.
A Goeben a Náxosz melletti Donúsza szigetnél feltöltötte a szénkészleteit az ide rendelt szénszállítókról. Augusztus 10-én délután a két hajó behajózott a Dardanellákra és egy török őrhajó átvezette őket a Márvány-tengerre. A semlegességi törvények előírásainak megkerülésére a porta felvetette, hogy a hajókat átveszi „egy fiktív adásvétel” keretében. Még mielőtt a németek beleegyezésüket adták volna, a törökök augusztus 11-én bejelentették, hogy a két hajót 80 millió aranymárka áron megvették. Egy formális ceremónia keretében a két hajót augusztus 16-án átvette az Oszmán Haditengerészet. Souchont felkérték, hogy legyen a flotta parancsnoka, amit ő szeptember 23-án elfogadott. A Goeben a Yavuz Sultan Selim, a Breslau a Midilli nevet kapta. A német legénységek török egyenruhát kaptak és ehhez tartozóan fezt hordtak a fejükön.

#### Fekete-tengeri hadműveletek

##### 1914

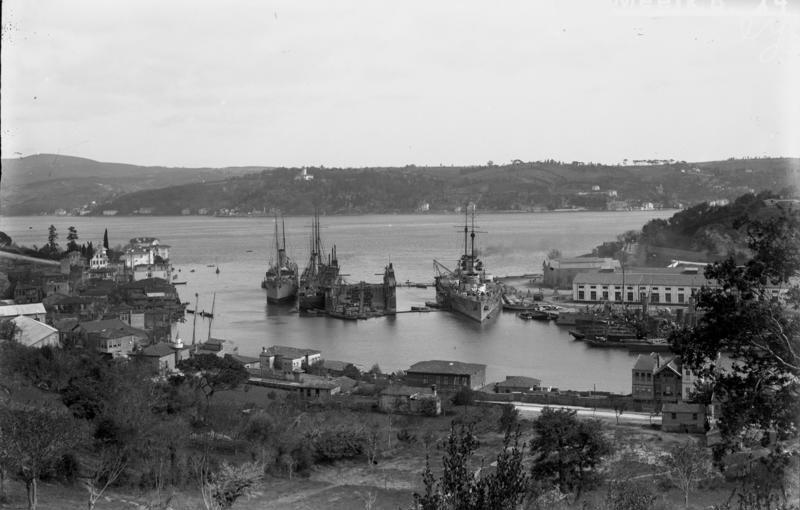
A Yavuz az isztambuli Istinye-öbölben,
a Boszporusz európai oldalán

Október 29-én a Yavuz lövette a cári birodalomhoz tartozó Szevasztopolt, annak ellenére, hogy Törökország nem állt hadban az Orosz Birodalommal. A bombázást Souchon azért hajtotta végre, hogy Törökországot Németország oldalán léptesse be a háborúba. Az akció során egy 25,4 cm-es lövedék eltalálta a hátsó kéményét, de fel nem robbant és csak elhanyagolható károkat okozott. Két másik találat is csak kisebb károkkal járt. A Yavuz és kísérői a támadás alatt áthaladtak egy passzív orosz aknamezőn. A török vizekre visszatérve összefutottak az orosz Prut nevű aknarakóval, mely hajót 700 aknával a fedélzetén elsüllyesztette a legénysége. Az akció közben a Yavuz az aknarakót kísérő Puskin hadnagy nevű orosz rombolót megrongálta több 15 cm-es gránáttal. A bombázásra válaszul Oroszország november 1-én hadat üzent Törökországnak. Francia és brit hadihajók november 3-án tűz alá vették a Dardanellák erődítményeit és két nappal később ők is hadat üzentek Törökországnak. Az összecsapásból az oroszok azt a következtetést vonták le, hogy a Fekete-tengeri Flottájukat egyben kell tartaniuk, hogy a Yavuz ne tudja annak egységeit külön-külön megsemmisíteni.
1914. november 18-án a Yavuz a Midilli kíséretében támadást intézett a Trabzon lövetéséről visszatérőben lévő orosz Fekete-tengeri Flotta ellen a Krím-félszigettől 17 tmf távolságra. A déli időpont ellenére ködös volt az időjárás és a csatahajók először nem észlelték egymást. Az orosz flotta kísérleti jelleggel megpróbálkozott azzal az új eljárással, hogy több hajójának tüzét egy „mester” hajó irányításával koncentrálja egy célpontra. A Jevsztafij csatahajó ennek megfelelően megvárta, míg a „mesternek” kijelölt Zlatoust csatahajóról is észlelik a Yavuzt és addig tüzet sem nyitott rá. Mikor a tüzérség végre megkapta az engedélyt a tűz megnyitására, azzal szembesültek, hogy míg saját méréseik szerint a Yavuz 4000 yard, addig a „mester” által közölt adatok szerint 7700 yard távolságra volt tőlük. A Jevsztafij a saját mérési eredményei alapján nyitott tüzet még mielőtt a Yavuz elkanyarodva és az oldalát mutatva teljes sortüzeket lőhetett volna. Már az első sortüzével eltalálta egy 30,5 cm-es lövedékével a török lobogó alatt hajózó csatacirkálót és a lövedék az egyik kazamata páncélzatát részben átütötte. A találat az itteni 15 cm-es ágyú készenléti lőszerének egy részét begyújtotta és a keletkezett tűz végzett a kazamata összes lövegkezelőjével. Összesen 13 fő esett el és 3 sebesült meg.
A Yavuz viszonozta a tüzet és eltalálta az Jevsztafij középső kéményét. A lövedék a kémény átütése után robbant fel és tönkretette a tűzvezetéshez használt rádiókészülék antennáit, így az már nem tudta jelenteni, hogy az Joann Zlatouszt téves távolsági adatokat osztott meg. A többi orosz hajó vagy a téves adatok alapján tüzelt és emiatt nem ért el találatokat, vagy pedig nem is észlelte a nagy ködben az ellenséges hajót. A Yavuz négy további találatot ért el az Jevsztafijon, melyek közül az egyik nem robbant. Souchon a harc megszakítása mellett döntött és a Yavuz 14 percnyi harc után vált ki a küzdelemből. Az orosz hajóra kilőtt 19 darab 28 cm-es lövedék közül 4 ért célba és ezek 34 ember életét oltották ki, 24 főt pedig megsebesítettek.
A következő hónap során, december 5-6-án a Yavuz és a Midilli csapatszállító hajókat biztosított, majd december 10-én a Yavuz Batumit lövette. December 23-án a Hamidiye védett cirkáló társaságában biztosított három Trabzonba tartó csapatszállítót. December 26-án egy újabb kísérői feladatról visszatérőben a Boszporusztól 1 tmf távolságra a Yavuz aknára futott. Az akna a parancsnoki híd mellett robbant a jobb oldalán. A robbanás egy 50 m² nagyságú lyukat ütött a hajótestbe, de a torpedóválaszfalak kiállták a megpróbáltatást. Két perccel később a Yavuz egy újabb aknára futott, mely a bal oldalán közvetlenül az itteni szárnytorony barbettája előtt robbant fel egy 64 m² nagyságú felületen felszakítva a hajótestet. A torpedóválaszfalak itt 30 cm-nyit benyomódtak, de továbbra is vízmentesek maradtak. Ennek ellenére is 600 t víz került a hajótestbe. Törökországban nem volt olyan dokk, melyben a Yavuz sérüléseit kijavíthatták volna, ezért átmenti javításokat végeztek acél keszonok segítségével, melyekből a vizet kiszivattyúzva hoztak létre száraz területet a sérülések körül. A lyukakat betonnal tömítették és ezzel a kényszermegoldással még évekig tudott hajózni, mielőtt szakszerűbb beavatkozásra lett volna szükség.

##### 1915
A még sérült Yavuz 1915. január 28-án, majd február 7-én is kihajózott a Boszporuszról, hogy segítsen a Midillinek az orosz flotta előli megmenekülésben és segítette a Hamidije hazatérését is. Ezt követően az aknák okozta sérüléseit májusig javították. Április 1-én, még mielőtt a javítási munkálatokkal végeztek volna, a Yavuz a Midilli társaságában elhagyta a Boszporuszt, hogy fedezze a Hamidije és a Mecidije visszatérését, mely hajókat Odessza bombázására küldtek ki. Az erős áramlatok azonban a cirkálókat 15 mérfölddel keletebbre sodorták a Dnyeper és a Bug Nikolajevhez vezető torkolatához (limánjához). Miután a hibát korrigálandó nyugati irányra álltak, a Mecidije aknára futott és elsüllyedt. Emiatt a küldetést megszakították. Miután a Yavuz és a Midilli feltűnt Szevasztopol előtt és elsüllyesztett két kereskedelmi gőzhajót, az orosz flotta egész napon át tartóan üldözte őket és alkonyat után több rombolót küldött ellenük, hogy torpedótámadást kíséreljenek meg. Egyedül a Gnevnij rombolónak sikerült elég közel kerülnie hozzájuk ahhoz, hogy támadást intézzen, de nem járt sikerrel. A két török hajó sértetlenül tért vissza a Boszporuszhoz.

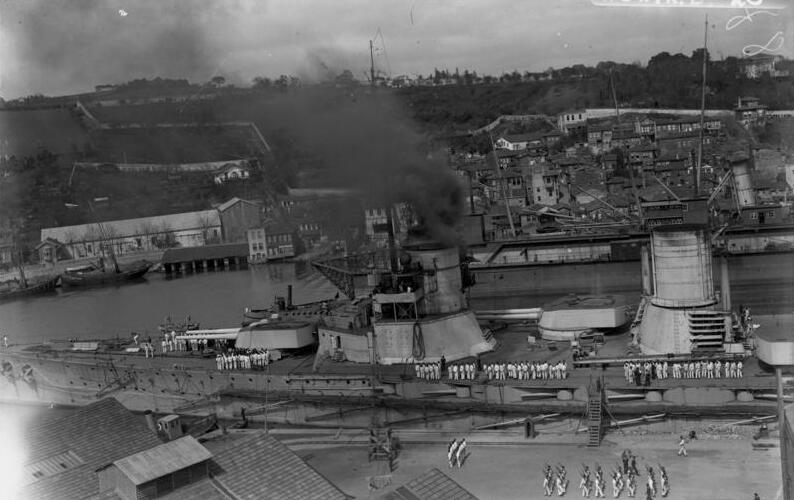
A Yavuz a Boszporuszban, valamikor 1914–1916 között

Április 25-én azon a napon, mikor a britek és a franciák partraszálltak Gallipoli-félszigeten, orosz hadihajók érkeztek a Boszporuszhoz és lőni kezdték a szorost védő erődöt. Két nappal ezt követően a Yavuz a Turgut Reis csatahajóval a Dardanellákhoz hajózott, hogy tűz alá vegye az antant csapatait. Hajnalban egy figyelőléggömbből észlelték őket, ahogy a pozíciójukat igyekeztek felvenni. A Queen Elizabeth brit csatahajó tüzet nyitott a Yavuzra és az első sortűz 381 mm-es lövedékei a közelében csapódtak be, mire elhagyta a kijelölt helyét és a sziklák közelébe hajózott, ahol takarásban volt a brit csatahajó elől. Április 30-án a Yavuz ismét megpróbálkozott a tüzelési pozíció felvételével, de a Dardanellákhoz a Çanakkalénál lévő török főparancsnokság állásait lövetni érkező Lord Nelson (pre-dreadnought) csatahajó észlelte és tüzet nyitott rá. Mindössze öt lövést tudott leadni, mielőtt a Yavuz a látókörén kívülre került.
Május 1-én a Yavuz a Boszporusznál lévő Beikosz-öbölhöz hajózott, miután az orosz flotta lövette a tengerszorosnál lévő erődítményeket. A május 7-ike körüli napokban a Boszporusztól indulva Szevasztopolig hajózott ellenséges hajók után kutatva, de nem talált egyet sem. A nehézgránát készletének megcsappanása miatt Szevasztopolt nem lőtte. Május 10-én reggel a visszaútja során két orosz csatahajót észleltek az őrszemei, a Tri Szvjatyityelját és a Pantelejmont, és tüzet nyitott rájuk. Az első tíz perc alatt két találatot is elszenvedett, de súlyos károkat nem szenvedett el. Souchon tengernagy a harcot megszakítva a Boszporusz felé vette az útját, nyomában orosz könnyű egységekkel. A hónap későbbi részében két 15 cm-es lövegét eltávolították és a szárazföldre telepítették, a hátsó felépítményére telepített négy 8,8 cm-es lövegét ugyanekkor leszerelték. A hátsó felépítményre 1915 végén négy légvédelmi 8,8 cm-es ágyút szereltek.
Július 18-án a Midilli aknára futott és 600 t tengervíz jutott be a hajótestbe. Emiatt nem tudta ellátni a Zonguldak és a Boszporusz között közlekedő konvojok biztosítását. A Yavuz is ezt a feladatot kapta és augusztus 10-én a Hamidije és három torpedónaszád kíséretében öt szénszállító kíséretét látta el. Az orosz Tyulen tengeralattjáró támadást intézett a konvoj ellen és elsüllyesztette az egyik szénszállítót. Másnap a Tyulen egy másik tengeralattjáróval együtt megpróbált támadást intézni a Yavuz ellen, de nem tudtak ehhez kellő pozíciót felvenni. Szeptember 5-én két orosz romboló, a Bisztrij és a Pronzitelnij intézett támadást egy török konvoj ellen, melyet a Hamidije és két torpedónaszád kísért. A Hamidiye 15 cm-es ágyúi a harc közben meghibásodtak és ezért a Yavuzt hívták segítségül, de már túl későn érkezett be. A szénszállítók partra futottak, hogy az elfogásukat elkerüljék.
Szeptember 21-én a Yavuz Sultan Selimet ismét kiküldték a Boszporuszról, hogy űzzön el három orosz rombolót, melyek török szénszállítókat támadtak. A kereskedelmi hajó kísérési feladatai november 14-ig tartottak, mikor az orosz Morzs tengeralattjáró majdnem eltalálta két torpedóval a Yavuzt közvetlenül a Boszporusz előtt. Souchon tengernagy úgy ítélte meg, hogy a csatacirkáló számára túl nagy kockázatúak a kísérési feladataok és ezért felfüggesztette a konvojrendszert. Ehelyett csak azok a szénszállítók közlekedhettek Zonguldak és Konstantinápoly között, melyek elég gyorsak voltak a távolság egyetlen éjszaka való megtételéhez. A Boszporusz elé érkezve torpedónaszádokat küldtek ki eléjük, hogy megvédjék őket a lesben álló tengeralattjáróktól. A nyár végére elkészült két modern dreadnought-mintájú orosz csatahajó, az Imperatrica Marija és az Imperatrica Jekatyerina Velikaja tovább csökkentették a Yavuz bevetési lehetőségeit.

##### 1916–1917

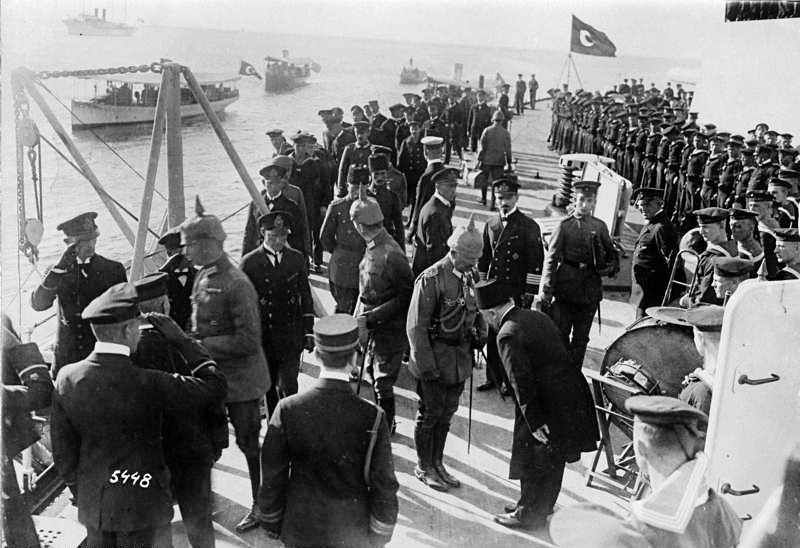
II. Vilmos látogatást tesz a Yavuz fedélzetén az isztambuli látogatása idején (1917. október)

Souchon tengernagy 1916. január 8-án a Yavuzt Zonguldakba küldte, hogy védelmet nyújtson egy oda tartó, szállítmány nélküli szénszállítónak az orosz rombolók támadásával szemben, de az oroszok még azelőtt elsüllyesztették a szénszállítót, mielőtt a hadihajó csatlakozott volna hozzá. Visszaúton, január 8-án a Yavuz összetalálkozott az Imperatrica Jekatyerina Velikajával és rövid tűzharcot vívott vele 18 500 m távolságból megkezdve a harcot. A Yavuz délnyugati irányra állt és az összecsapás első négy percében öt sortüzet adott le a nehéztüzérségével. Egyik hajó sem ért el közvetlen találatot a másikon, csak a Yavuzt érték repeszek a közelében becsapódó lövedékektől. Bár jóval gyorsabbnak számított orosz ellenfelénél, a hajótest aljára lerakódott szennyeződés és a hajócsavarok tengelyeinek rossz állapota jelentősen lassította. Emiatt nehezen tudott csak elszakadni a tűzerős orosz csatahajótól, mely 23,5 csomót is el tudott érni.
Az oroszok jelentős területeket szereztek meg a Kaukázusban. A további orosz előretöréseket megakadályozandó a Yavuzt is alkalmazták csapatszállítóként. Február 4-én 429 katonát, egy hegyi tüzérüteget, géppuskás és repülő egységeket, 1000 karabélyt és 300 láda lőszert szállított Trabzonba. Március 4-én orosz haditengerészeti erők lovakkal és hegyi tüzérséggel ellátott 2100 fős haderőt tettek partra Atina kikötőjének két oldalán. A támadás meglepetésként érte a törököket és kénytelenek voltak evakuálni a várost. Júniusban újabb partraszállásra került sor a Kavata-öbölben, Trabzontól 5 mérföldre keletre. Június végén a törökök ellenoffenzívát indítottak és 20 mérföldnyit haladtak előre. A Yavuz és a Midilli egy sor partmenti hadműveletben vett részt a szárazföldi csapatok támogatására. A Yavuz július 4-én lőtte Tuapsze kikötőjét, ahol elsüllyesztett egy gőzhajót és egy motoros sónert. A török hajók előbb északnak hajóztak el, kikerülendő a már tengeren lévő orosz hajókat és még azelőtt távozva, hogy a két modern csatahajójuk elhagyhatta volna Szevasztopolt. Innen a Boszporuszhoz visszaérve a Yavuz dokkba került és szeptemberig végeztek javításokat a hajócsavarjainak tengelyein. Az egyre fokozódó szénhiány miatt Souchon tengernagy kénytelen volt felfüggeszteni a Yavuz és a Midilli tevékenységét az 1917-es év további részére. Az Oroszország és Törökország közötti 1917 decemberében megkötött fegyverszünet után ismét zavartalanul megindulhattak a szénszállítmányok Kelet-Törökországból.

##### 1918

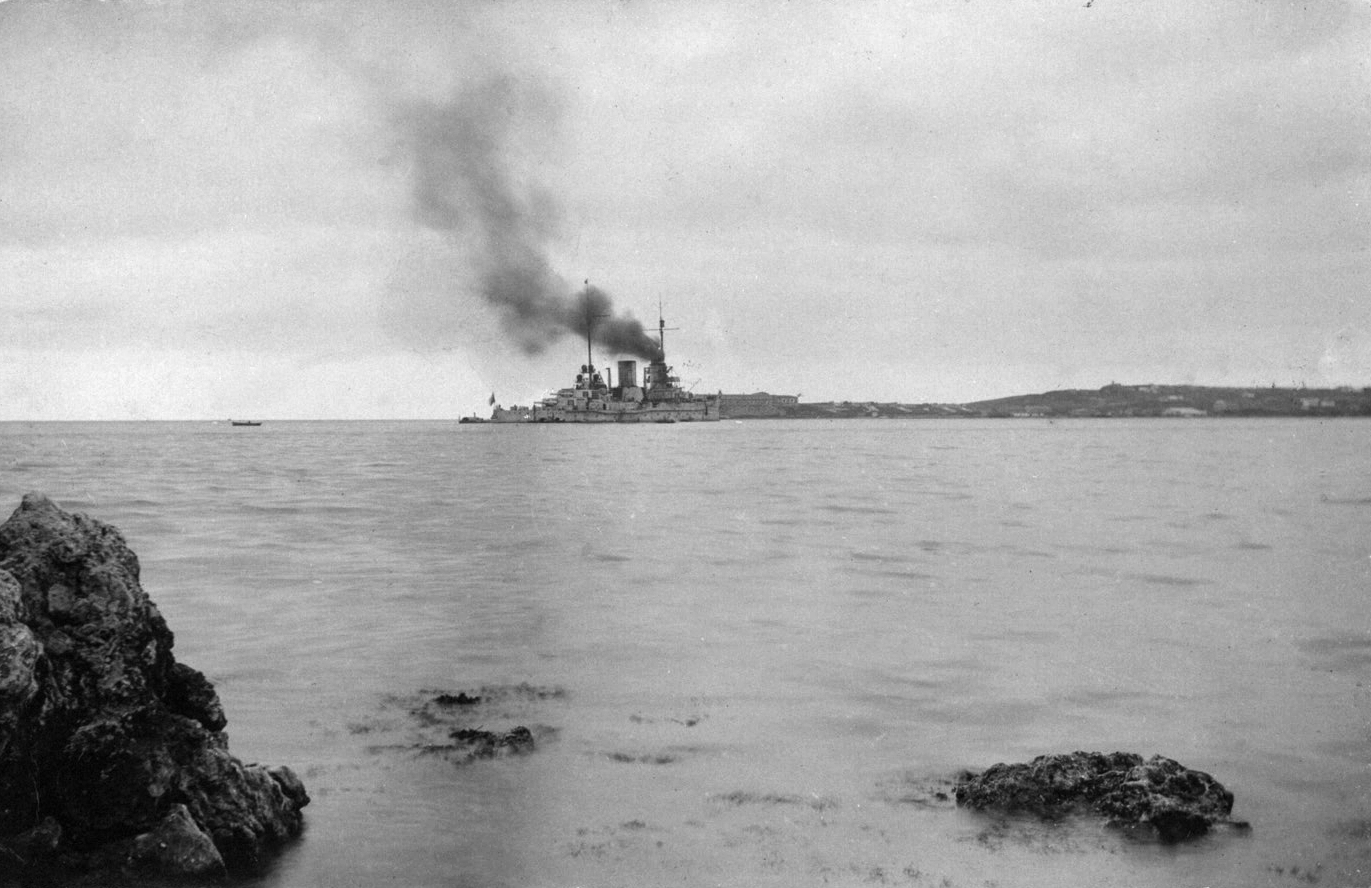
A Yavuz Szevasztopolban, 1918

1918. január 20-án a Yavuz és a Midilli a Souchont a török flotta élén az előző év szeptemberében váltó Rebeur-Paschwitz altengernagy parancsnoksága alatt kihajóztak a Dardanellákon át az Égei-tengerre. Rebeur-Paschwitz szándéka az volt, hogy egy itteni hadművelettel antant erőket vonjon el Palesztinából és ezáltal csökkentse a törökökre ott kifejtett nyomást. A tengerszoros előtti szigeteknél került sor az imbroszi csatára, melynek során a Yavuz meglepetészerű támadással elsüllyesztette a Raglan és az M28 brit monitorokat. Ezek Imbrosz szigeténél horgonyoztak, de a védelmükre rendelt csatahajók épp nem voltak a közelben. Rebeur-Paschwitz a sikeres akciót folytatva Mudrosz kikötője felé vette az irányt, ahol az Agamemnon brit csatahajó fűtötte fel kazánjait, hogy megtámadja a török hajókat. Mudrosz felé tartva azonban a Midilli több aknára is ráfutott és elsüllyedt és a Yavuz is ráfutott három aknára. Emiatt a hadműveletet meg kellett szakítani és a sérült Yavuz a Lizard és a Tigress rombolókkal a nyomában visszavonulni kényszerült és a Dardanellákon még épp kívül eső Nagara-foknál, Çanakkalétól északra szándékosan partra futtatták. A britek több légitámadást is intéztek a Yavuz ellen és két találatot is elértek rajta, de a kisméretű bombák nem tudtak benne jelentősebb károkat okozni. Az M17 jelű monitor január 24-én megpróbálta tűz alá venni, de csak 10 lövedéket tudott kilőni rá, mielőtt a török tüzérség elől visszavonulni kényszerült. Az E14 jelű brit tengeralattjárót is az elpusztítására küldték, de már késve érkezett a helyszínre. A Turgut Reis csatahajó eddigre már levontatta a homokpadról és biztonságban visszatért Konstantinápolyba. Az aknatalálatok által okozott nagy kiterjedésű rongálódások megbénították a Yavuzt ami miatt ismét keszonokat kellett építeni a hajótest köré a javításhoz. A munkálatok augusztus 7-től október 19-ig tartottak.
A Yavuz kísérte az Oszmán Fegyverszüneti Bizottság tagjait Odesszába 1918. március 30-án, miután megkötötték már a breszt-litovszki békeszerződést. Konstantinápolyba való visszaérkezése után májusban Szevasztopolba hajózott, ahol megtisztították a hajótestét a szennyeződésektől és több rongálódást is kijavítottak rajta. Június 28-án több romboló kíséretében Novorosszijszkba hajózott, hogy internálja az orosz Fekete-tengeri Flottát, de annak egységeit még a török hajók beérkezése előtt elsüllyesztette a legénységük. A rombolók itt maradtak, de a Yavuz visszatért Szevasztopolba. Július 14-én tartalékállományba helyezték át és a háború végéig már nem aktiválták újra. Szevasztopoli tartózkodása idején a hajógyári munkások megtisztították a hajó alját. Ezután visszatért Konstantinápolyba, ahol augusztus 7. és október 19. között egy betonból készült keszon segítségével hozzáláttak az egyik akna okozta sérülés kijavításának.
A német haditengerészet november 2-án formálisan átruházta a tulajdonjogot a török kormányzatra. Az antant és a nyugati hatalmak között létrejött sèvres-i békeszerződés értelmében a Yavuzt át kellett adni Nagy-Britanniának háborús jóvátétel címén, de erre nem került sor a török függetlenségi háború miatt, ami közvetlenül az első világháború után tört ki, mikor Görögország megpróbált területeket szerezni az összeomló Oszmán Birodalomból. Miután a modern Törökország győztesen került ki a konfliktusból, a sévres-i békeszerződés rendelkezései hatályukat veszítették és helyette 1923-ban megkötötték a lausanne-i békeszerződést. Az ebben foglaltak szerint Törökország flottájának nagy részét megtarthatta, köztük a Yavuzt is.

### Háború utáni szolgálata
Az 1920-as évek során az új Törökország flottájának központi elemeként a Yavuz modernizálása volt az egyetlen olyan része a különböző haditengerészeti programoknak, melyben előrelépés történt.  A csatacirkáló 1926-ig İzmitben maradt elhanyagolt állapotban. Csak két kazánja volt működőképes, haladni és manőverezni nem volt képes, az 1918-ban elszenvedett aknatalálatok okozta sérülések közül kettőt még mindig nem javítottak ki rajta. Miután összegyűlt hozzá az elegendő pénz, egy új, 26 000 t kapacitású úszódokkot vettek Németországból, mivel a hajót nem lehetett elvontatni máshova annak veszélye nélkül, hogy erős hullámzásban elsüllyedjen. A francia Atelier et Chantiers de St. Nazaire-Penhöet céggel 1926 decemberében leszerződtek a Gölcüki Haditengerészeti Hajógyár által végzett felújításának felügyelésére. A munkálatok három éven át tartottak (1927–1930) és jelentős késedelmet szenvedtek, mikor a dokk több eleme beomlott, miközben a vizet szivattyúzták ki belőle. A Yavuz ekkor kisebb károkat szenvedett és a dokkot meg kellett javítani mielőtt a javítási munkálatokhoz hozzá láthattak volna. Az ezután következő nyomozás végén a haditengerészeti minisztert, Ihsan Bejt (İhsan Eryavuzt) sikkasztás miatt elítélték További késedelmet eredményeztek a csalási ügyek, melyek eredményeként megszüntették a haditengerészeti minisztériumot. A török fegyveres erők főparancsnoka, Fevzi marsall ellenezte a haditengerészeti fejlesztéseket és a csalási ügyek után minden hajóépítési programot késleltetett. A csatacirkálón csak akkor láttak hozzá a munkálatokhoz, miután a görög haditengerészet nagyméretű hadgyakorlatot tartott a török partok közelében 1928-ban. A török kormányzat ekkor felismerte a görög fölényre adandó válasz szükségességét. A törökök a Yavuz felújítása mellett négy rombolót és két tengeralattjárót is rendeltek olasz hajógyáraktól. A görög kormányzat egy 10 éves szünetet ajánlott a flottaépítés területén, mikor tudomást szerzett a Yavuz tervezett szolgálatba állításáról. A washingtoni flottaegyezményhez hasonló felkínált megegyezésben azonban a görög fél fenntartotta volna magának a jogot két újabb cirkáló megépítéséhez. A török kormányzat elutasította ezt az ajánlatot és a csatacirkáló ismételt szolgálatba állítását az erősödő szovjet flotta jelentette kihívással magyarázta.

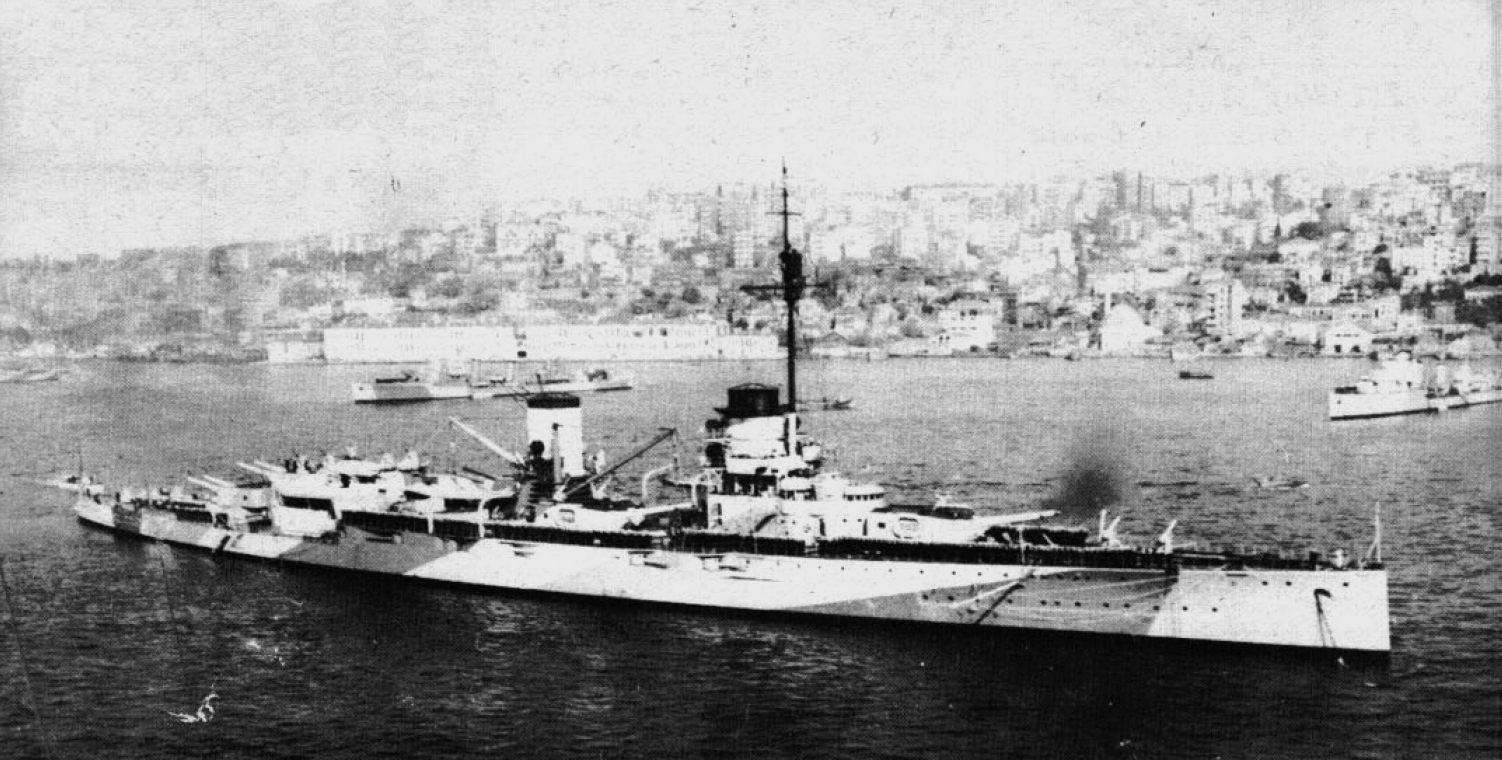
A Yavuz Isztambulban (1947)

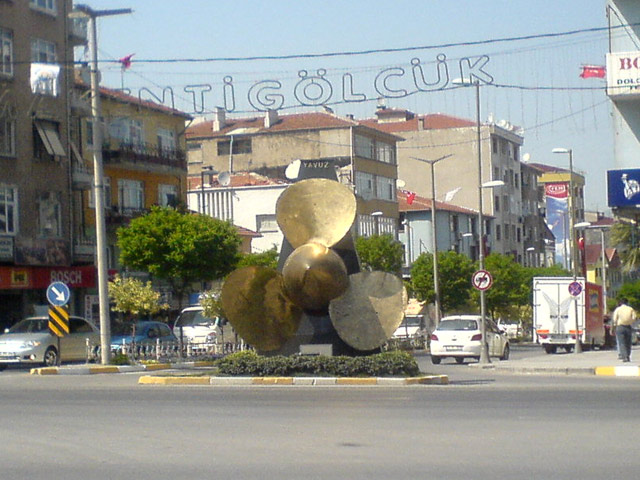
A Yavuz kiállított hajócsavarja Gölcükben

A modernizálás során az aknák okozta sérüléseket kijavították, a vízkiszorítása 23 000 tonnára nőtt és a hajótestet kis mértékben átalakították. A hossza fél méterrel rövidebb lett, de a szélessége 10 cm-rel nőtt. Új kazánokat kapott és a nehéztüzérségét egy francia tűzvezető rendszerrel szerelték fel. A 15 cm-es ágyúi közül kettőt eltávolítottak a kazamatáikból. A páncélzatát a skagerraki csata tapasztalatai alapján nem erősítették meg, és a lőszerraktárai felett mindössze 2 cm vastag páncéllemezek védték. A felújított Yavuzt 1930-ban helyezték szolgálatba és ismét a haditengerészet zászlóshajója lett. A sebességpróbáin a várakozásoknál jobban teljesített, majd az ezt követő tüzérségi és tűzvezetési gyakorlatok is sikeresen zárultak. A csatacirkáló védelmezése céljából megrendelt négy romboló 1931 és 1932 között állt szolgálatba. Az ő teljesítményük soha nem érte el az előírt követelményeket. A Yavuz szolgálatba állítására válaszul a Szovjetunió 1929-ben a Parizsszkaja Kommuna csatahajót és a Profintern könnyűcirkálót átirányította a Balti-tengerről a Fekete-tengerre, biztosítva az itteni erőegyensúlyt. A csatacirkáló hadrendbe állítására a görög kormányzat válaszként szintén rendelt két rombolót.
1933-ban İsmet İnönü miniszterelnököt szállította Várnából Isztambulba és az iráni sahot Trabzonból Samsunba a következő évben. Az eddig hivatalosan Yavuz Sultan Selim nevet 1930-ban Yavuz Sultanra, majd 1936-ban Yavuzra rövidtették. Egy újabb, kisebb mértékű modernizálást hajtottak végre rajta 1938-ban, és ez év novemberében Musztafa Kemál Atatürk földi maradványait a fedélzetén szállították át Isztambulból İzmitbe. A Yavuzt több más hadihajóval egyetemben a brit haditengerészeti attasé korszerűtlennek nevezte 1937-ben, részben az átlag alatti légvédelmi fegyverzete miatt. 1938-ban a török kormányzat  hozzálátott a haditengerészet erősítésének megtervezéséhez. Ennek megfelelően a felszíni flotta két 10 000 t vízkiszorítású cirkálóból és 12 rombolóból kellett volna álljon. A Yavuzt a második cirkáló 1945-re tervezett szolgálatba állításáig tartották volna meg. A haditengerészet számolt még egy 23 000 tonnás hajó 1950 és 1960 közötti megépítésével. Ez a hajóépítési program nem valósult meg, mivel az építések kapcsán szóba jöhető külföldi hajógyárak kapacitását a második világháború alatt lekötötte a honi igények kielégítése.
A Yavuz a második világháború egész ideje alatt szolgálatban maradt. 1939 novemberében rajta kívül egyedül a Parizsszkaja Kommuna volt még csatahajóként jelen a Fekete-tengeren. 1941-ben a légvédelmi fegyverzetét négy 88 mm-es ágyúval, tíz 40 mm-es gépágyúval és négy 20 mm-es gépágyúval erősítették meg. A 40 mm-esek számát 22 darabra, a 20 mm-esekét 24 darabra növelték a későbbiek folyamán. 1946. április 5-én az amerikai Missouri csatahajó, a Providence könnyűcirkáló és a Power romboló érkezett Isztambulba, hazájába szállítva Münir Ertegün amerikai török nagykövet holttestét. Az amerikai hajókat a Yavuz köszöntötte a Boszporuszban, ahol a Missourival 19 ágyús üdvözlő díszsortüzet váltottak.
1948 után a Yavuz vagy İzmitben, vagy Gölcükben állomásozott. Az aktív szolgálatból 1950. december 20-án vonták ki és a haditengerészet állományából 1954. november 14-én törölték. Törökország 1952-es NATO-ba való csatlakozásakor a B70 jelölést kapta. A török kormányzat 1963-ban felkínálta a hajót eladásra Nyugat-Németország számára múzeumhajónak, de az ajánlatot elutasították. Törökország végül 1971-ben az M.K.E. Seyman vállalatnak adta el lebontásra. 1973. június 7-én a lebontás helyére vontatták, ahol 1976 februárjára végeztek a feladattal. Lebontásáig ez a hajó volt az egyetlen még létező dreadnought-mintájú csatahajó az Egyesült Államok területén kívül.

## Fordítás
- Ez a szócikk részben vagy egészben  a   SMS Goeben című angol Wikipédia-szócikk ezen változatának fordításán alapul.  Az eredeti cikk szerkesztőit annak laptörténete sorolja fel. Ez a jelzés csupán a megfogalmazás eredetét és a szerzői jogokat jelzi, nem szolgál a cikkben szereplő információk forrásmegjelöléseként.

## További olvasmányok
- Breyer, Siegfried. Die Kaiserliche Marine und ihre Großen Kreuzer (német nyelven). Wölfersheim: Podzun-Pallas Verlag (1997). ISBN 3-7909-0603-4